# Совет общественных деятелей
Сове́т обще́ственных де́ятелей — общественно-политическая организация. Был избран в августе 1917 года на проходившем в Москве Совещании общественных деятелей.

## Возникновение
Торгово-промышленные и финансовые круги России и политические силы, их представляющие, были обеспокоены развитием русской революции, которое вело к углублению хозяйственной разрухи, развалу Русской армии и усилению левых партий. Совещание было созвано по инициативе П. П. Рябушинского, В. А. Маклакова, С. Н. Третьякова, С. А. Смирнова, Н. Н. Львова. В Совещании приняли участие представители Временного комитета Государственной думы, партий кадетов и октябристов, земства, деловых кругов, вузов, духовенства, старообрядчества, кооперации, Крестьянского союза, Союза землевладельцев, Союза инженеров, Союза офицеров армии и флота, юриспруденции, свободных профессий. По итогам Совещания были приняты резолюции, осуждающие курс Временного правительства, и избран постоянный орган, получивший название Совет общественных деятелей.

## Руководство и члены
Первым председателем Совета был избран М. В. Родзянко. С осени 1917 г. — Д. Щепкин (бывший товарищ министра внутренних дел). Его заместителем — С. М. Леонтьев (бывший товарищ министра внутренних дел Временного правительства).
Активное участие в работе Совета принимали многие ведущие российские политики и учёные — П. Н. Милюков, В. А. Маклаков, И. А. Ильин, П. И. Новгородцев, Н. А. Бердяев и другие.

## Цели, программа и история существования
После Октябрьского переворота руководители и активные члены Совета разъехались из Москвы, что привело к приостановке его деятельности. Работа Совета в новых условиях подполья возобновилась в конце января — начале февраля 1918 года. В этот период Совет вошёл в тесные контакты с ЦК партии кадетов, с представителями торгово-промышленных и землевладельческих кругов Москвы. Сохраняя организационную самостоятельность, деятели Совета поддерживали тесные контакты с «Правым центром» и «Национальным центром». В апреле 1919 года Совет вошёл в «Тактический центр».
Члены Совета, не обладая реальными возможностями для ведения политической борьбы с большевизмом, видели своё предназначение в обмене информацией между различными политическими группами и выработку линии, выражающей национальное общественное мнение по вопросам внутренний и внешней политики, занимаясь, главным образом, разработкой законодательных и государственных инициатив на случай падения большевистской власти. В конце июня 1919 г. состоялось последнее заседание Совета.
Позднее целый ряд руководителей и деятелей Совета были арестованы по различным обвинениям, начиная с обвинения в организации Корниловского выступления, и заканчивая обвинениями в руководстве антибольшевистским подпольем и в другой контрреволюционной деятельности. Все они были осуждены на различные сроки тюремного заключения или к высылке за пределы Советской России.